# Werner Nell
Werner Nell (* 9. Juli 1951 in Sankt Goar) ist ein deutscher Literaturwissenschaftler.

## Leben
Er studierte Mathematik, Germanistik. Geschichte, Philosophie und Sozialkunde in Mainz und Frankfurt am Main (1977 erstes und 1979 zweites Staatsexamen (für das Lehramt an berufsbildenden Schulen)) und im Zweitstudium allgemeine und vergleichende Literaturwissenschaft und der Soziologie in Mainz, Frankfurt am Main und Dijon. Nach der Promotion 1985 in Allgemeiner und Vergleichender Literaturwissenschaft und der Habilitation 1995 war er seit 2002 bis zu seiner Emeritierung Inhaber des Lehrstuhls für Allgemeine und Vergleichende Literaturwissenschaft an der Martin-Luther-Universität Halle-Wittenberg.
Seine Arbeitsgebiete sind Theorie und Methodologie der Komparatistik, europäisch-überseeische Literatur- und Kulturbeziehungen, Literatur in transnationalen Prozessen, vergleichende Regionalitätsstudien und interkulturelle Deutschlandstudie.
2017 wurde Nell mit dem John-G.-Diefenbaker-Preis ausgezeichnet.

## Schriften (Auswahl)
- Poetische und historische Synthesis. Jean Pauls Kritik der höfischen Gesellschaft im poetologischen Kontext seiner Romane. Frankfurt am Main 1987, ISBN 3-923217-14-5.
- Gesellschaft als Kultur. Eine Einführung in die Sozialkunde für fremdsprachige Erwachsene. Wiesbaden 1987, ISBN 3-922981-33-X.
- Reflexionen und Konstruktionen des Fremden in der europäischen Literatur. Literarische und sozialwissenschaftliche Studien zu einer interkulturellen Hermeneutik. Sankt Augustin 2001, ISBN 3-89796-013-3.
- Atlas der fiktiven Orte. Utopia, Camelot und Mittelerde. Eine Entdeckungsreise zu erfundenen Schauplätzen. Mannheim 2012, ISBN 3-411-08387-5.